# SN 2001ay
SN 2001ay – supernowa typu Ia odkryta 18 kwietnia 2001 roku w galaktyce IC4423. W momencie odkrycia miała maksymalną jasność 16,90m.